# クラッシュ・バンディクー ブッとび!マルチワールド
『クラッシュ・バンディクー ブッとび!マルチワールド』は、かつてKingが開発と販売を担当していたスマートフォン向けアプリゲーム。クラッシュ・バンディクーシリーズとしては『ニトロカート2』以来のスマホゲームとなる。
2020年4月22日にアジアで『Crash Bandicoot: On the Run!』としてソフトローンチされ、その後システムやデザインなどが見直されて世界中で展開された。2021年3月25日に国内ではiOSとAndroid向けに配信された。
2023年2月16日にサービス終了。

## ゲームプレイ
基本はいわゆるランゲーム。ただし、スピンアタックやスライディング、ジャンプなどのアクションは登場する。ゴールやボスに向かって走り続けるクラッシュたちをスワイプして、三つのレール上を移動させることでゲームは進む。

## シリーズの要素
本作は時空を超えたマルチバースが舞台のため、過去のクラッシュシリーズの要素も多く登場する。
ステージは『クラッシュ・バンディクー』から「こだいのしんでん」「とかげでだいジャンプ」、『クラッシュ・バンディクー2』から「しろくまダッシュ」「あめのジャングル」、
キャラクターは、ニーナ・コルテックスやニトラス・ブリオ、スコルポリラ、ノコデカメンデス、などが登場する。